# Andrzej Śledziewski
Andrzej Śledziewski (ur. 1953) -  artysta malarz. 
Absolwent Państwowej Wyższej Szkoły Sztuk Plastycznych w Łodzi. W 1981 ukończył studia na Wydziale Wzornictwa Przemysłowego. Zajmował się malarstwem, rysunkiem, również satyrycznym. 
Wystawy indywidualne: 
- 1985 - Galeria "Na brechta" w Warszawie;
- 1986 - Galeria "Profile", Warszawa;
- 1987 - Galeria Interpress", Warszawa;

Wystawy zbiorowe: 
- 1986 - "Codzienność, Metafora, Metonimia" Kraków;
- 1987 - Interart, Poznań oraz Galeria Młodych w Warszawie;
- 1988 - Wystawa Młodej Plastyki Polskiej Arsenał '88 w Warszawie.